# Gomphotaria
Gomphotaria pugnax era una gran especie de morsa que habitaba a lo largo de las costas de lo que hoy es California, durante el Mioceno.  Tenía cuatro colmillos, dos en la parte inferior y otros dos en la parte superior de la mandíbula lo que le permitía abrir y succionar con gran facilidad crustáceos y moluscos como hacen las morsas modernas. Con respecto a su esqueleto poscraneal, Gomphotaria guardaba cierto parecido a los actuales leones marinos y morsas. Es monotípica, es decir, es la única especie de su género.